# Karl d'Angelo
Pour les articles homonymes, voir D'Angelo.
Karl Heinrich d'Angelo, né le 9 septembre 1890 à Osthofen et mort le 20 mars 1945 probablement à Gernsheim, est un commandant de camps de concentration nazis.

## Biographie
Karl d'Angelo est le fils de l'imprimeur Anton Karl Eduard Gustav d'Angelo et de son épouse Albertine Braun. Jusqu'en 1905, il suit le Dom-Gymnasium à Worms, puis intègre des écoles techniques et de journalisme à Leipzig et à Berlin.
Après son service militaire (1912-1913) et sa participation à la Première Guerre mondiale, où il reçoit la Croix de fer de 2e classe, il est démis de ses fonctions en octobre 1918 de lieutenant de réserve de la Deutsches Heer. Il reprend l'imprimerie paternelle et le journal local Osthofener Zeitung. Il prend part à l'opposition de l'occupation de la Ruhr et est condamné de 1919 à 1923 à trois reprises pour sabotage, notamment à deux ans de prison. Il n'y va pas en raison d'une amnistie. Il acquiert une imprimerie de livres à Worms. Karl d'Angelo, de confession catholique, se marie à Luise Scherach.
Le 3 novembre 1925, il rejoint le NSDAP (numéro de membre 21 616) et le 28 janvier 1930, la SS (numéro de membre 2 058). Le 9 mai 1930, il reçoit le grade de SS-Sturmführer et, plus tard, l'insigne d'honneur en or du parti.
De 1931 à 1933, il est membre du parlement de l'État populaire de Hesse (de).
Le 2 novembre 1931, il est nommé SS-Sturmbannführer. Au printemps 1933, il devient chef du camp de concentration d'Osthofen (à partir du 9 novembre 1933 au rang de SS-Obersturmbannfuhrer). Le 25 février 1935, après la dissolution de ce camp, il est nommé Schutzhaftlagerführer du camp de concentration de Dachau. En raison de la clémence excessive, du manque d'intérêt et des manquements dans la politique du personnel, notamment de la clémence pour les membres de la SS de Hesse, il est licencié par Theodor Eicke le 24 avril 1936 et renvoyé pour inaptitude le 1er novembre 1936. En novembre 1937, il est assigné par la direction à l'école de la police de Pretzsch.
Le 6 mars 1939, il est nommé par Heinrich Himmler directeur de la police par intérim à Cuxhaven. Selon des informations communiquées par l'officier du personnel du chef de l'Ordnungspolizei, le conseiller ministériel Pohlmann, le 19 janvier 1942, il est initialement destiné à diriger un commissariat de police plus petit, mais il est nommé directeur à Heilbronn le 1er avril 1943. Il est ensuite nommé, le 9 septembre 1944, à la fonction publique.
Lors de son service à Heilbronn, il assiste au bombardement de la ville, le 4 décembre 1944, qui tue 6 500 personnes et détruit tout le centre-ville. En 1946, un article du Heilbronner Stimme (de) et le Kreisleiter Richard Drauz (de) l'accusent de « quitter la ville nuit après nuit » au lieu de « se rendre aux postes de commandement et de s'acquitter de son devoir ». Il est considéré comme l'un des principaux responsables du fait que la ville ne fut pas évacuée et laissée sans mesures de défense aérienne appropriées.
Il est probable qu'il se soit suicidé le 20 mars 1945. Son corps est retrouvé le 13 mai suivant dans le Rhin à Gernsheim.